# 奥萨马·本·拉登
奧薩瑪·本·穆罕默德·本·阿瓦德·本·拉登（阿拉伯語：أسامة بن محمد بن عوض بن لادن，羅馬化：Usāmah bin Muḥammad bin ʿAwaḍ bin Lādin，1957年3月10日—2011年5月2日），简称为奧薩瑪·賓拉登、奥萨马、本·拉登、宾·拉登或拉登。他是沙烏地阿拉伯王國利雅得省人，蓋達組織的第一任首领，该组织被认为是全球性的恐怖组织。本·拉登本人篤信伊斯兰教遜尼宗瓦哈比派。
本·拉登被美国政府指控为1998年美國大使館爆炸案的幕後主謀，名列联邦调查局十大通緝要犯。
本·拉登最初否認與911恐怖攻擊有關，但已於2004年承認責任。然而FBI发言人Rex Tomb在2006年表示没有确实证据证明賓拉登涉及911事件。因此始终没有就911事件正式起诉本·拉登。2011年本·拉登被殺後，FBI在其官方網站表示本·拉登是911襲擊的主謀。
2004年3月18日，美国众议院一致通过一项法案，将提供线索导致本·拉登被捕的赏金从2,500万美元增加到5,000万美元。虽然普遍认为本·拉登藏身于阿富汗与巴基斯坦边境一带，实际上外界没有人知道本·拉登身在何处，甚至指他早已身亡。
2011年5月2日，美国总统奥巴马發表聲明，指本·拉登在巴基斯坦阿伯塔巴德的一座豪宅裏被美國海軍海豹部隊第六分隊突襲击毙。其屍體於次日海葬於北阿拉伯海。另外雖然是反恐夥伴之一，但美國政府未經巴基斯坦政府討論即進行秘密斬首行動，引來巴基斯坦政府強烈的不滿。

## 人名
「奧薩瑪」的本意指「狮子」。「賓·拉登」的意思則是「拉登的兒子」或「拉登的後裔」，媒體稱他「賓·拉登」而非「奧薩瑪」是建基於歐美的姓氏觀念。其阿拉伯语全名意为：「拉登之子阿瓦德之子穆罕默德之子奧薩瑪」，亦即「奧薩瑪」才是他自己真正的本名，而拉登則只是他曾祖父的名字。
因為阿拉伯文裡没有利用羅馬拼音的转写系统，奧薩瑪有很多不同的羅馬拼音译名，當中有几个常见翻译，通常被媒体使用的是（奧薩瑪·賓·拉登），而情报界通常使用或（烏撒瑪·賓·拉登），缩写为。
「奧薩瑪·賓·拉登」（أسامة بن لادن）意思是「拉登的子孫奧薩瑪」，一种較為流行的說法認為，奧薩瑪的全名意思是「拉登的兒子阿瓦德的兒子穆罕默德的兒子奧薩瑪」（名·بن·父·بن·祖·بن·曾祖）；事实上是拉登的曾孙。這種說法指稱，「賓拉登」並非一個姓氏，因為閃族人並無姓氏觀念，他們全名書寫方式是「子名」bin「父名」，翻譯為中文時常譯為「某人的兒子某某人」。然而，儘管傳統上無姓氏觀念，現代阿拉伯人往往會使用一個家族傳承的“姓氏”，如同現代犹太人，而賓拉登即是如此。事實上，拉登並非奧薩瑪的曾祖父，而是他的二十五世祖。
新华社译名室认为，「拉登」應該譯為「拉丹」，“本·拉登”是根据英语或汉语拼音的发音翻译的，但本·拉登的名字来自阿拉伯语，在阿拉伯语中根本没有“登”这个音节，“丹”才是正确的发音。中国中央电视台认为，央视从一开始的报道中就用“本·拉登”，更名容易让观众感到困惑，因此繼續使用「拉登」此名。

## 生平
1957年3月10日，賓·拉登生于沙烏地阿拉伯首都利雅德的一个以建筑业（沙烏地賓拉登集團）為生的富裕家族。其父穆罕默德·本·拉登为沙特本拉登集团的创始人，一生有55个子女，而賓·拉登本人排行第17個。他的母亲阿丽亚·加南来自叙利亚。穆罕默德·本·拉登是一位非常严格的人，加上见面少，因此賓·拉登和父亲的关系十分冷淡。他的父母在賓·拉登三岁时离婚，加南后来和穆罕默德·本·拉登的公司同事Mohammed al-Attas再婚。
根据美国情报表示，賓·拉登身高约在6呎4吋至6呎6吋之间（193－198公分），体重大約160磅（73公斤）。

## 私人生活
1974年，17歲的賓·拉登在拉塔基亚迎娶了叙利亚籍的妻子和表妹娜吉瓦·加南（Najwa Ghanem）。賓·拉登本來就有三位妻子，而且育有13名子女，不過由於結婚又離異，他擁有過22次左右的婚姻，所以他實際有多少名子女並沒有正式的統計過。在阿卜杜拉国王大学进修期间，他學習了经济学和工商管理。有消息表明他在1979年获得了土木工程学位，于1981年得到公共行政学位。有资料显示賓·拉登在大学时期非常刻苦，但亦有說法稱他在就读了3年之后肄业离校。大学生的他遇上了兩名伊斯蘭學者，并從此執迷于伊斯兰教中的《古兰经》教义和圣战論。父亲在早年去世后，他继承家裏的大筆遗产，並擔任家族企業的總工程师。当时估计他的财产达到3亿美元，但是现在一般认为只有2,500万。

## 生涯
賓·拉登曾在1980年代赴巴基斯坦接受訓練。當時著名的巴基斯坦三軍情報局，即與美國合作企圖推翻蘇聯扶植的阿富汗民主共和國。賓·拉登經由巴方與美國 CIA 建立關係，藉由美、巴等國訓練與援助，參加反蘇游擊戰。1988年他成立基地组织抗蘇，至1989年蘇聯军队撤离阿富汗。
1990年波斯灣战争爆发前，美军进驻沙烏地阿拉伯。賓·拉登对沙烏地阿拉伯王室允许主要由基督徒所组成的美军保卫伊斯兰教圣地非常的不满，双方矛盾逐渐深化。后来他於1992年离开沙烏地阿拉伯，前往苏丹组织对抗美军的战爭。1994年，在美国的压力下，沙特阿拉伯政府剥夺了本·拉登的国籍，从此以后本·拉登一直到他被击毙为止都是无国籍。
1996年苏丹在美国压力下驱逐了本·拉登，他随即带领基地组织人员前往阿富汗，次年本·拉登接受了美国CNN的专访录像并向全世界宣布将要发动圣战。刚刚掌权的阿富汗塔利班当局高度依赖以本·拉登为首的富裕阿拉伯人提供的大量资金和财政支持，本·拉登集团与塔利班之间的利益关系迅速深入绑定，也基于共同的教义，企图在阿富汗建立全球伊斯兰原教旨主义大本营，训练大批恐怖分子，不断向其他国家输出圣战。本·拉登还娶了塔利班领导人毛拉·奥马尔13岁的女儿。
賓·拉登是21世紀国际恐怖组织中，最具代表性的人物之一。很多人都认为他是当今世界最大的恐怖分子，他也被称为恐怖主义的“精神领袖”。沙烏地阿拉伯的教長曾表示：「屠杀無辜平民，是恐怖活动而不是圣战，亦絕對不是出於安拉或是穆罕默德的啟示，因為真主與先知是慈愛而無私的」。不过《法新社》評論則指出，「賓·拉登顯然獲得了許多阿拉伯人的支持，其蓋達組織也日益擴張，美國必須要檢討其對中东與伊斯蘭的政策，以免此類恐怖主义的產生」。而美國政府表示，他們「針對的是以賓·拉登為首的恐怖份子，對伊斯蘭教與其教徒並無敵意，但是反恐行動將是永不休止」。

### 恐怖活动

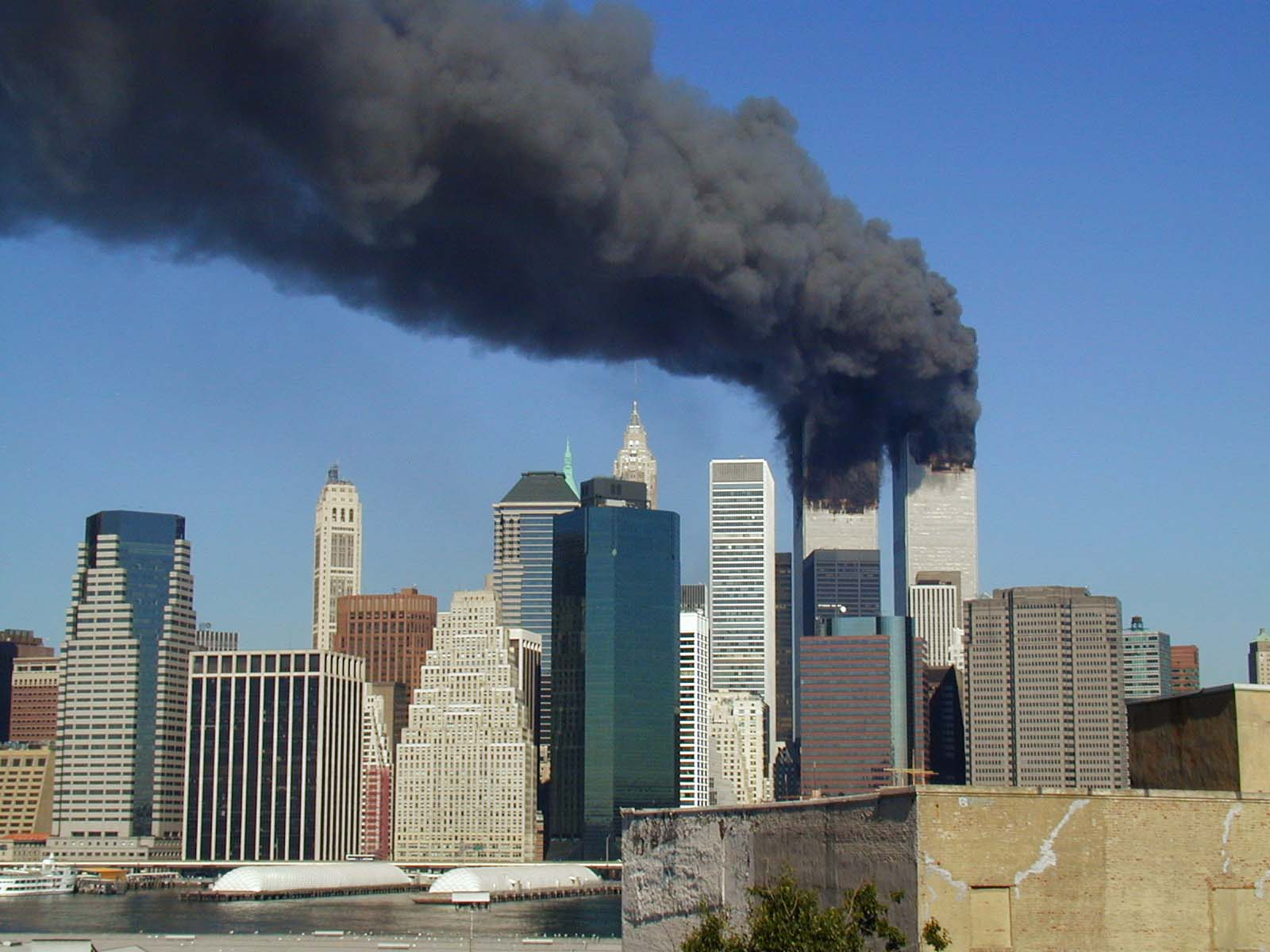
911恐怖攻擊，图为被撞击的世贸中心双塔

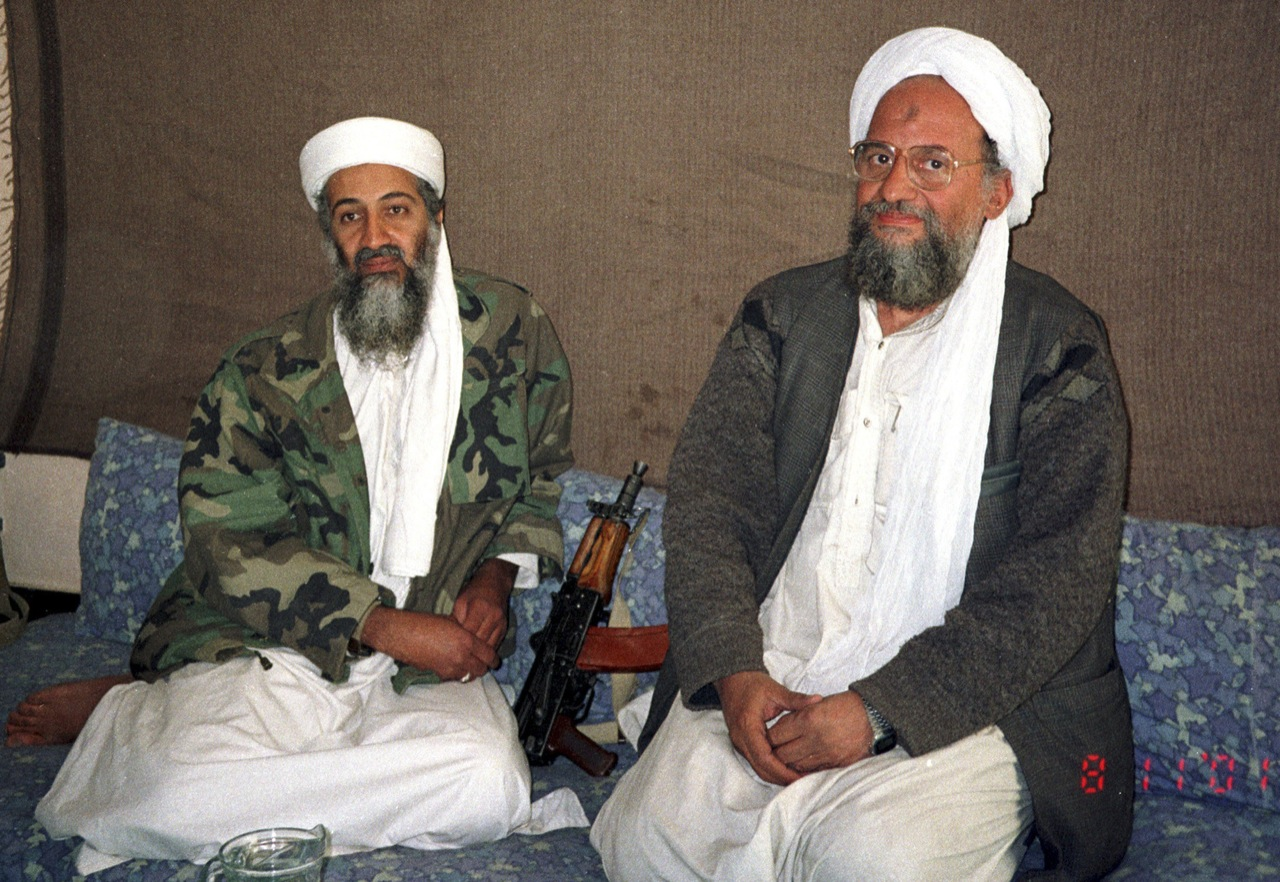
2001年，拉登與艾曼·扎瓦希里接受記者訪問，後者在拉登被殺後接任基地組織首領

本·拉登在1988年左右成立了蓋達组织後，与其他恐怖主义组织合作，开始在中东之外招收成员，分布于东南亚、非洲、欧洲和美国。
1992年12月针对驻索马里美军的也门旅馆爆炸案。
1993年2月美国的世贸中心爆炸案，导致6人死亡、数百人受伤。
1993年6月谋杀约旦王储阿卜杜勒未遂。
1994年賓·拉登宣佈向美國發動圣戰。
1995年1月刺杀教宗若望保祿二世未遂。
1995年11月利雅德美军军营爆炸案，5人死亡；埃及驻巴基斯坦使馆爆炸案，17人丧生。
1995年賓·拉登承认在沙烏地阿拉伯本土的利雅得和宰赫兰执行恐怖活动，被剥夺沙烏地阿拉伯的公民权。
1996年宰赫兰美空军住所爆炸案。
1997年开罗外国旅游者客车爆炸案。
1998年8月东非美國大使館爆炸案。257人死亡、5000余人受伤。
2000年10月也门美国“科尔”军舰爆炸案，17人死亡。
2001年9月11日早晨（美国东部时间），美国本土发生了九一一袭击事件，事件中4架民航客机被劫持，其中2架撞向纽约世界贸易中心双塔，其中1架撞向了五角大廈，第4架因机舱内乘客与劫机歹徒搏斗，最终在宾夕法尼亚州坠毁。此事件导致近3000人死亡。
2006年6月30日賓·拉登在網際網路上公布的一段录音中，称被美军炸死的統一聖戰組織領袖扎克维为圣战雄狮，并表示蓋達组织将继续在伊拉克的圣战。
2007年9月賓·拉登继2004年後首次在一卷录影带《告美国人民书》中发表讲话，号召追随者以加剧杀戮和战斗的方式结束伊拉克战争，但没有发出具体的恐怖袭击威胁。
2008年11月，有伊斯兰极端分子在网上宣称本·拉登将发布录像警告奥巴马，将会在奥巴马宣布阁员名单后发布录像带，不要对伊斯兰世界采取错误的敌对政策。。然而，此事后来没有下落知道本人身亡。
2009年一个自称是基地组织头目本·拉登的男子最後一次录音，批评美国总统歐巴馬“奥巴马总统会发现自己没有能力阻止美国领导的阿富汗战争”“奥巴马总统是一个软弱的人，他无力更改阿富汗的进程，因为存在着‘压力团体’”，以及美国长期支持以色列。

## 遇袭身亡

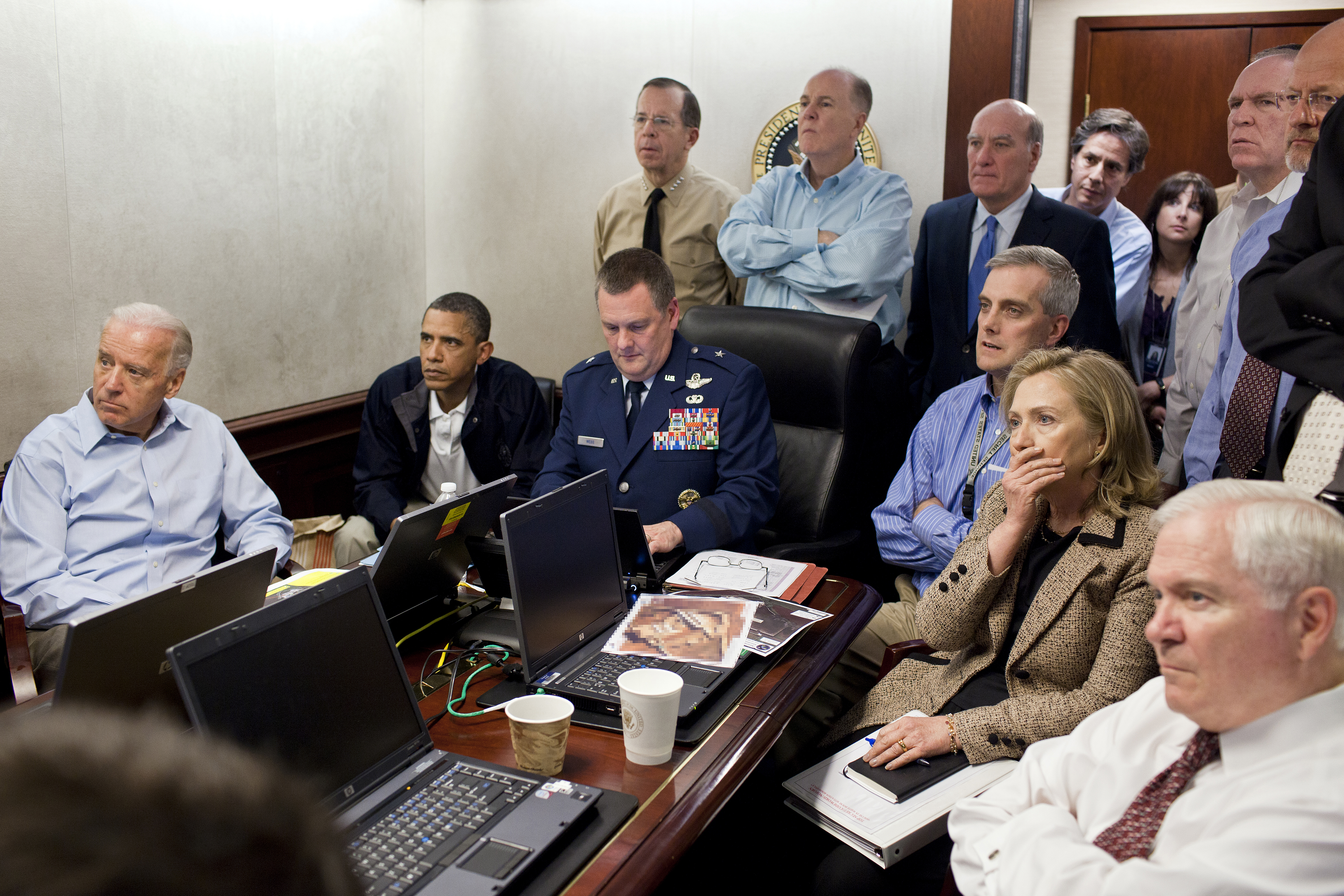
奧巴馬在戰情室聽取追捕賓·拉登的最新情況。

在2011年5月3日時聯邦調查局網站上的10大通緝要犯將賓拉登標注為已死亡。

美国当地时间2011年5月2日凌晨，美国总统奥巴马于白宮宣布，賓·拉登当晚在巴基斯坦首都伊斯兰堡以北150公里的城市阿伯塔巴德於住宅內被击毙。通过对比賓·拉登和他死去的亲姐姐的DNA，証实了他的身份。
賓·拉登生前藏身于在阿伯塔巴德的一座豪宅裏，据悉该宅建于2005年，价值约100万美元，没有电话和網路服务，从外观上看，该建筑的大小，约为该区其他房屋8倍，并配有铁丝网护栏和高墙等保衛设施。有目击者称，该住所距离巴基斯坦陆军军官学校的大门仅100公尺之近。
此次秘密行动由奥巴马授权“一小队美军”执行。在这次行动中，賓·拉登的一个儿子哈立德被打死，同时被捕的包括賓·拉登的2个妻子、6个孩子和4名亲信。据美国政府官员披露，美国海军海豹特种部隊第六分隊大約24位官兵，在得到奥巴马总统命令后，分乘4架直升机从巴基斯坦西北部的加齐空军基地出发突袭賓·拉登藏身地，在其住宅外降落，由外部攻坚。美军攻入住宅后，在3楼一个房间找到無武裝的賓·拉登，美軍隨即開火，賓·拉登胸部先中一枪，接着左眼上方中了致命一枪，倒地身亡，部分头骨遭子弹击飞，鮮血混合腦漿四溢。整个过程持续约30分钟，美军没有人员伤亡，但有一架直升机墜毀，官方聲稱可能是因為其住宅圍牆過高使該機降落時之上升氣流不足或是因為該機為增強隱蔽性能而多經改裝致使駕駛困難；後此機於美軍離去的同時被以炸藥炸毀，美軍突襲殺死賓·拉登的隱蔽行動，被美國政府判定為合法。
战斗结束后美军搜查了这栋建筑，带走賓·拉登的電腦硬碟、DVD光碟和其它資料與数据，连同其屍體搭直升机离开现场返回美軍基地，宅内其他人员移交巴基斯坦当局安置。除了賓·拉登外，还有3名成年男子死亡，其中1人是賓·拉登的儿子，另外两人是本·拉登的警卫、还有一名女子丧生，2名在现场的女子受伤。之前有謠傳賓·拉登槍戰時躲在女子身後，以作為人肉盾牌或者擋箭牌之說法，已被証實為假消息。美軍查獲的DVD光碟中，有些是現代色情片，不知是否為賓·拉登本人還是其部下所擁有，因為連同住的3名賓·拉登妻妾也不知情。
奥巴马政府考虑到賓·拉登是一名虔诚的伊斯蘭教徒，在3日内下葬是对伊斯蘭教传统的尊重，但美國捨棄了伊斯蘭習用的土葬而采用海葬，因此賓·拉登被枪杀后的24小时内，其尸体被送往美军卡爾文森號航空母艦，在清洗與唸誦《古兰经》后，投入北阿拉伯海。採用海葬使賓·拉登葬身于汪洋大海，亦是為了防止賓·拉登的坟墓日後变成其他恐怖分子的朝聖或者纪念之圣地。然而遺體已消失於阿拉伯海，加上美國政府一直以影像太過吓人為理由，不公佈其死亡的照片與錄影，也造成不少人質疑賓·拉登是否已經死亡。
原先只有美國總統奥巴馬與國務卿希拉蕊·柯林頓等人可得覽照片，5月12日中央情报局迫于各方压力开始向國会议员展示照片，參议员詹姆士·英霍夫（James Inhofe）表示賓·拉登死狀悽慘恐怖，但仍支持将照片公之于众，以定民心。
賓·拉登死后，蓋達組織现由賓·拉登的副手艾曼·查瓦希里醫師接班，查瓦希里是一名埃及的眼科醫師，根據美國中央情报局的調查，查瓦希里亦是九一一事件的幕後策劃人之一，相較於賓·拉登，查瓦希里的作風更為激進（查瓦西里后于2022年7月被美军击毙）。
虽然美国无公开任何賓·拉登死亡的照片，但根据各方公开的消息，美军方面说在击毙賓·拉登后曾让屋内的人（包括其妻儿、侍衛等）去辨认尸体，而这些人由事后赶来的巴基斯坦方面接管（后来部分人被遣返回原籍，部分人在巴基斯坦服刑）。来自巴基斯坦方面的消息说屋中的这些人承认与賓·拉登的密切关系（与调查资料吻合），并明确表示賓·拉登已死。另外蓋達组织也确认賓·拉登已被美军击毙，并发动了几次针对性的报复行動。

## 流行文化
本·拉登的个人形象经常被用来制成網路迷因，通常会在他的肖像上添加一句大赞辞“Allahu Akbar”（意为“真主至大”）。

## 告美国人民书
2023年11月，以色列—哈马斯战争期间，本·拉登于2002年发表的《告美国人民书》成为公众争议的主题，此前一些TikTok用户对本·拉登在信中关于以巴冲突的声明表示同情，许多用户在推特上发布了这些视频的合集后，本·拉登的这封信迅速传播开来。本·拉登的这封信原本刊载在《卫报》的网站上已经有20多年，《卫报》在11月15日以“信件被断章取义疯传”为由删除了原稿，TikTok也开始删除分享这封信的视频。